# شکار پیگیرانه

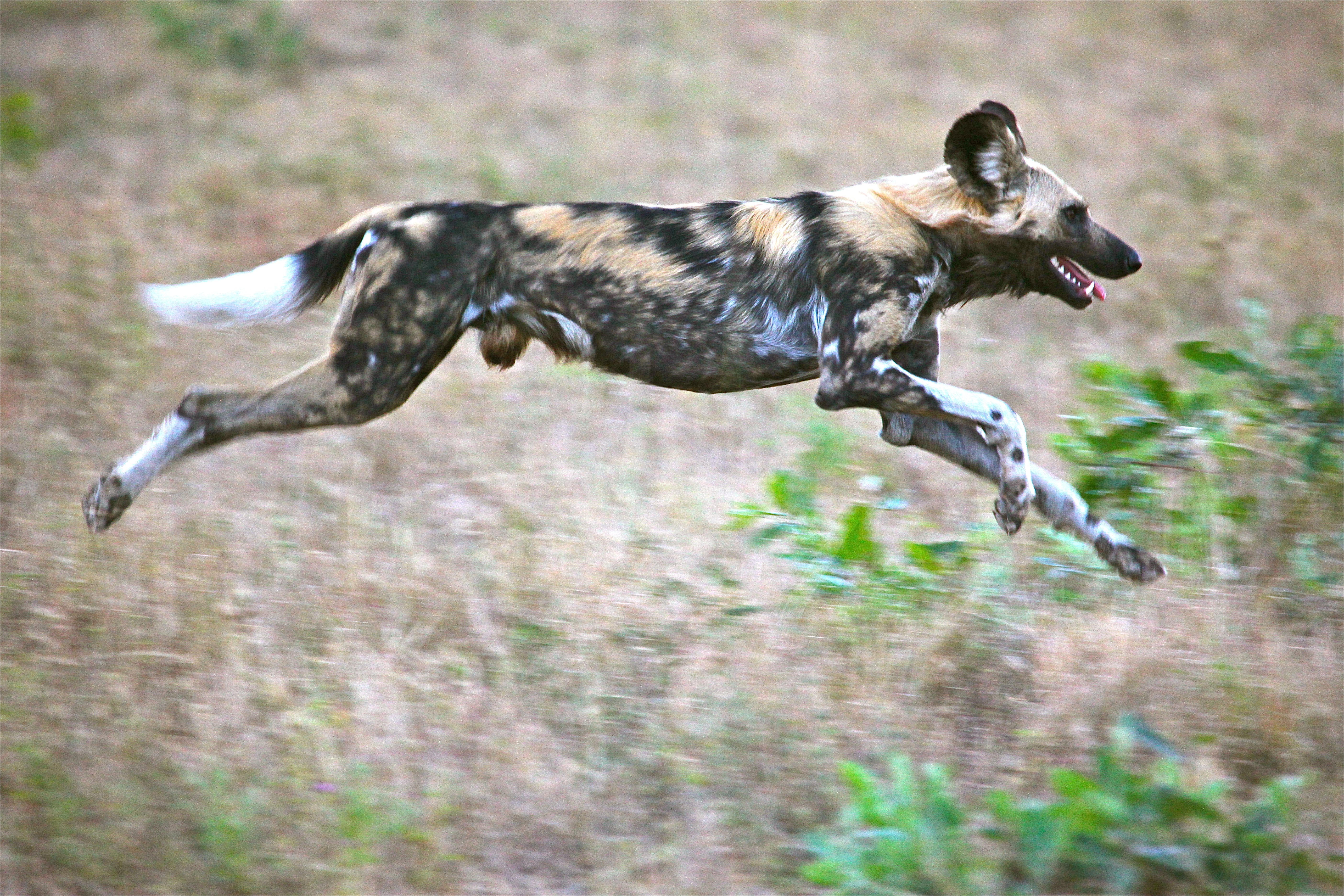
سگ‌های وحشی آفریقایی طعمه‌های خود را در مسافت‌های طولانی با سرعت متوسط پایین دنبال می‌کنند.

شکار پیگیرانه یا شکار سرسختانه (Persistence hunting) (گاهی اوقات شکار پایدار (endurance hunting) نیز نامیده می‌شود)، یک راهبرد شکار است که در آن شکارچیانی که ممکن است در مسافت‌های کوتاه کندتر از طعمه خود باشند، از ترکیبی از دویدن، پیاده‌روی و ردیابی استفاده می‌کنند تا به تعقیب طعمه در طول زمان و مسافت طولانی ادامه دهند تا زمانی که طعمه از خستگی یا گرمازدگی طعمه خسته شود، یک شکارچی مداوم باید بتواند مسافت طولانی را برای مدت طولانی بدود. این راهبرد توسط اعضای خانوادهٔ سگان مانند سگ‌های وحشی آفریقایی و توسط انسان‌های شکارچی-گردآورنده به کار می‌رود.
انسان‌ها تنها گونه نخستی‌های بازمانده هستند که شکار مداوم را انجام می‌دهند. شکارچیان انسانی علاوه بر توانایی دویدن استقامتی، موهای نسبتاً کمی دارند که باعث می‌شود عرق‌کردن یک وسیله مؤثر برای خنک‌کردن بدن تبدیل شود. در همین حال، سم‌داران و سایر پستانداران ممکن است نیاز به نفس‌نفس زدن داشته باشند تا به اندازه کافی خنک شوند، که همچنین به این معنی است که اگر ثابت نباشد، باید سرعت خود را کاهش دهند.
باور بر این است که شکار خستگی‌ناپذیر یکی از نخستین راهبردهای شکار مورد استفاده بشر بوده‌است.